# Je demande la parole
Pour plus de détails, voir Fiche technique et Distribution.
Je demande la parole (en russe : Прошу слова, russe : Prachou slova) est un film soviétique réalisé par Gleb Panfilov, sorti en 1976.

## Synopsis
Des enfants font des exercices de tir dans la neige en tirant sur des boîtes de conserve à l'aide d'un pistolet artisanal. Ils sont interrompus par des policiers qui arrêtent les jeunes, mais ils ne retrouvent pas l'arme, que les jeunes avaient réussit à jeter dans la neige au dernier moment.
Plus tard, d'autres enfants passent par là et l'un d'entre eux trouve le pistolet dans la neige par hasard. Il le ramène chez lui où se trouve seulement sa petite sœur. Il rentre dans sa chambre et passe un disque des Beatles pour étudier et bricoler l'arme à loisir sans que sa sœur ne se doute de rien. Alors que résonne Ob-La-Di, Ob-La-Da dans la chambre, le garçon actionne accidentellement l'arme dont la balle le blesse à la tête. Il a le temps de sortir de sa chambre pour demander à sa sœur d'appeler une ambulance. Le garçon mourra en route vers l'hôpital.
La mère du garçon s'appelle Elisaveta Ouvarova. La mort de son fils ne parvient pas à briser le sens du devoir d'Elisaveta envers la société : immédiatement après les funérailles, elle se précipite du cimetière à son bureau pour régler des affaires urgentes.
Par un flash back, on découvre qu'Elisaveta a accepté le poste de maire de la ville provinciale de Zlatograd où elle habite. Elle accorde la priorité aux problèmes des habitants de la ville et met toute son âme dans le projet du futur pont, qui doit relier les parties historiques et industrielles de la ville. Son mari la soutient, mais pour lui, ces préoccupations architecturales ne devraient pas faire de l'ombre au bien-être de sa famille. Pour les collègues d'Elisaveta, leurs affaires personnelles sont également plus importantes que leurs affaires commerciales, et le gouvernement ne donne pas assez d'argent pour la construction. Toutes les difficultés du poste de président du comité exécutif de la ville minent Elisaveta, bien qu'elle ne montre aucune faiblesse. Elisaveta est prête à faire avancer les choses, même si cela demande des efforts et du temps supplémentaires.
Un talentueux écrivain provincial se rapproche d'elle pour lui demander de faire pression pour que sa pièce de théâtre puisse être autorisée. En effet, Alfimov, le responsable du service culturel de Zlatograd exige de censurer certains passages de la pièce pour qu'elle soit jouée dans le théâtre de la ville. Elisaveta lit la pièce et en arrive aux mêmes conclusions qu'Alfimov. Elle appelle l'écrivain au téléphone, et tout en le complimentant sur la qualité de son écriture, elle lui déclare qu'il se concentre trop sur la description des défauts de la société, tout en refusant de proposer des solutions constructives. Elle ajoute qu'il devrait également censurer des scènes de sexe trop vulgaires, qui lui font penser à un film qu'elle avait vu à Paris. Quand l'écrivain lui révèle que sa pièce est jouée à Moscou, Elisaveta s'étonne.
Le pistolet artisanal trouvé par son fils, cause de sa mort, rime dans le film avec le sport du tir, dont Elisaveta est passionnée, et se poursuit dans les débats contradictoires sur l'importance de l'État entre le sport, l'art, la construction et d'autres questions de société.

## Fiche technique
- Titre : Je demande la parole
- Titre original : russe : Прошу слова, russe : Prachou slova)
- Réalisation : Gleb Panfilov
- Scénario : Gleb Panfilov
- Photographie : Alexandre Antipenko
- Musique : Vadim Bibergan
- Société de production : Lenfilm
- Pays de production :  Union soviétique
- Langue originale : russe
- Format : Couleur par Sovcolor - 2,35:1 - Son mono - 35 mm
- Durée : 145 minutes (2 h 25)
- Genre : Film politique
- Date de sortie :
  - Union soviétique : 29 novembre 1976

## Distribution
- Inna Tchourikova : Elisaveta Ouvarova, chef du conseil municipal
- Nikolaï Goubenko : Sergueï Ouvarov, mari d'Elisaveta
- Leonid Bronevoï : Piotr Altoukhov, ancien chef du comité exécutif
- Vassili Choukchine : Fedia, le dramaturge
- Vadim Medveded (ru) : Vladimir Vikentievitch, architecte
- Valentina Kovel (ru) : Tatiana, la secrétaire d'Ouvarov
- Vladimir Kazarinov (ru) : Gricha, vieux bolchevik
- Nikolaï Sergueïev : Stepan Bouchouïev, vieux bolchevik
- Ernest Romanov (ru) : Kozlov
- Aleksandre Sousnine (ru) : contremaître
- Katia Volkova : Lena, fille des Ouvarov

## Production
Le film a été tourné à Vladimir, les cathédrales de la Dormition et Saint-Dimitri apparaissant dans le cadre à plusieurs reprises.

## Accueil
Selon Jacques Lourcelles, « c'est de loin le film russe le plus riche de sens et le plus moderne stylistiquement (…) Le film donne à voir un passionnant portrait de la Russie ».
Dans le Rossiskaïa Gazeta, l'historien du cinéma Valeri Kitchine déclare en octobre 2004 :

« Inna Churikova est absolument brillante dans le rôle d'Elizaveta Uvarova, la "dame de fer" de la province. L'idée du film est venue au réalisateur Gleb Panfilov lorsqu'on lui a raconté l'histoire d'une femme qui aussitôt après avoir enterré son fils s'était rendue à une réunion de travail. C'est alors qu'il s'est rendu compte que les rêves du parti de créer un être humain fondamentalement nouveau étaient devenus réalité. Le film, réalisé en 1975, montrait une héroïne bonne et déterminée, passionnée par son pays et sa cause, mais il était aussi le premier à parler de l'inhumanité du régime, où l'idée officielle a supplanté tout sentiment. Nikolaï Goubenko, Leonid Bronevoï et Vassili Choukchine jouent merveilleusement juste. »

— Valeri Kitchine (ru)

### Distinctions
- Prix du jubilé au XXe festival international du film de Karlovy Vary, Tchécoslovaquie (1976)
- Prix d'honneur au festival de Barcelone, Espagne (1977)